# Schlacht von Bunker Hill
Lexington und Concord – Boston – Bunker Hill – Long Island – Kips Bay – Harlem Heights – Pell’s Point – Mamaroneck – White Plains – Fort Washington – Iron Works Hill – Trenton – Assunpink Creek – Princeton – Millstone
Bunker Hill war eine Schlacht im Amerikanischen Unabhängigkeitskrieg. Sie fand am 17. Juni 1775 während der Belagerung von Boston statt. Obwohl sie unter dem Namen „Bunker Hill“ („Bunkerhügel“) bekannt ist, fand sie größtenteils auf Breed’s Hill („Breeds Hügel“) statt. Die britische Armee unter William Howe vertrieb die amerikanischen Milizen aus den befestigten Stellungen an Bunker Hill und Breed’s Hill. Die Schlacht war ein Pyrrhussieg für Howe. Sein unmittelbares Ziel wurde erreicht, aber der Angriff demonstrierte den amerikanischen Durchhaltewillen, verursachte beträchtliche britische Verluste und veränderte den Status der Belagerung nicht.

## Hintergrund
Boston war seit 1768 von der British Army besetzt. Im Mai 1774 hatte General Thomas Gage in Massachusetts das Kriegsrecht verhängt. Seit dem 19. April 1775 wurden seine Streitkräfte in Boston von 8.000 bis 12.000 Milizionären belagert, die hauptsächlich von General Artemas Ward angeführt wurden. Im Mai wurde die britische Garnison durch das Eintreffen von über 4500 Mann starken zusätzlichen Truppen und Generalmajor William Howe verstärkt. Admiral Samuel Graves kommandierte die Marineeinheiten im Hafen.
General Gage begann mit seinen neuen Generälen die Arbeit an einem Plan, um den Klammergriff der Belagerungstruppen zu brechen. Sie wollten einen Angriff zu Land und zu Wasser durchführen, um die Amerikaner aus den Dorchesterhöhen zu vertreiben oder ihr Hauptquartier in Cambridge einzunehmen. Um diese Pläne zu durchkreuzen, befahl General Ward General Israel Putnam, Bunker Hill zu befestigen.

## Das Schlachtfeld
Die Charlestown-Halbinsel erstreckt sich etwa 1.600 Meter nach Südwesten in das Bostoner Hafenbecken. An der schmalsten Stelle trennen sie nur 1.600 Meter von der Boston-Halbinsel. Bunker Hill ist eine Erhebung im hinteren Teil der Halbinsel, und Breed’s Hill ist nahe dem Bostoner Ende, während die Stadt Charlestown die Ebenen des südlichen Endes einnimmt.

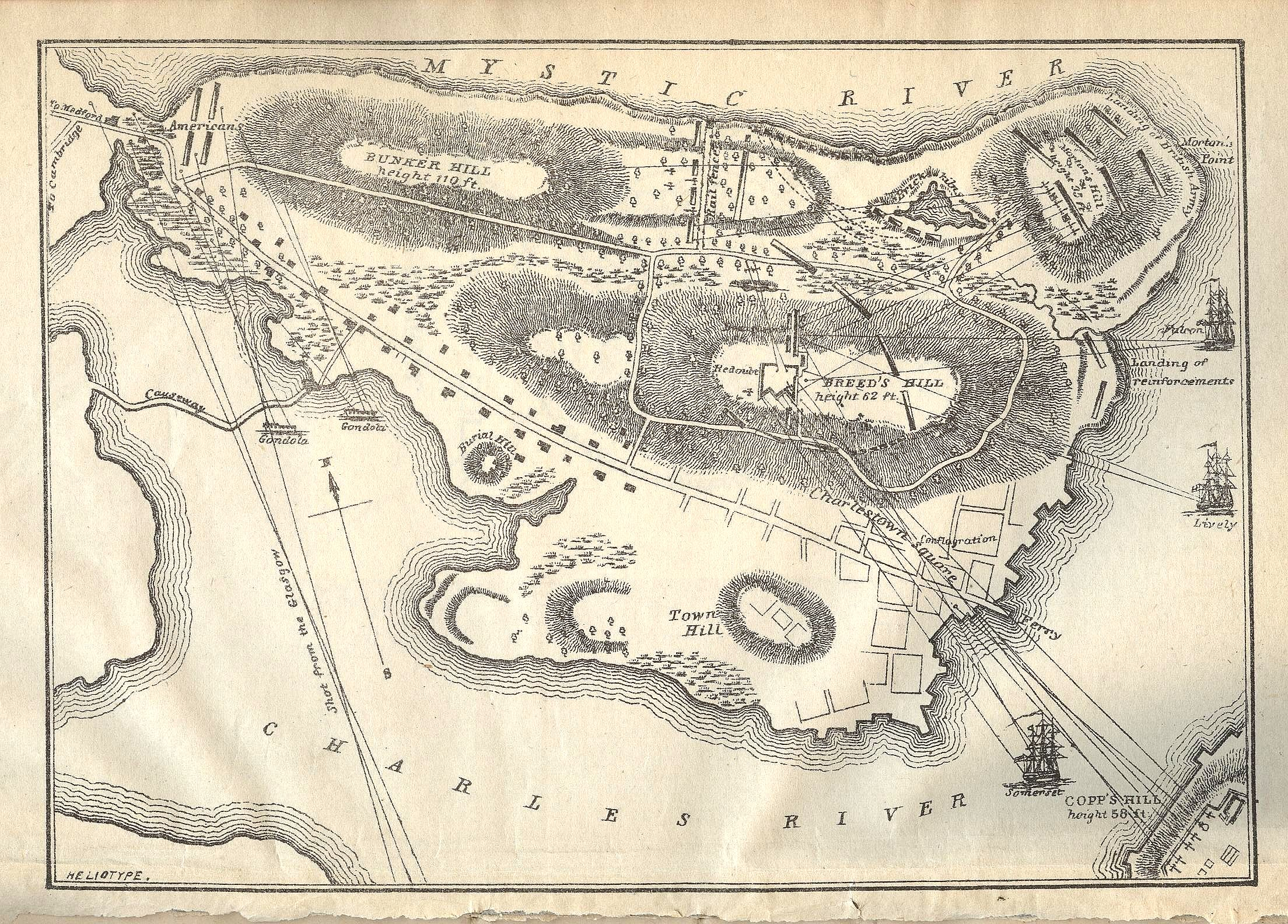
Skizze des Schlachtfeldes auf der Charleston-Halbinsel und der Truppenaufstellung am 17. Juni. George E. Ellis (1875)

## Beschreibung der Schlacht

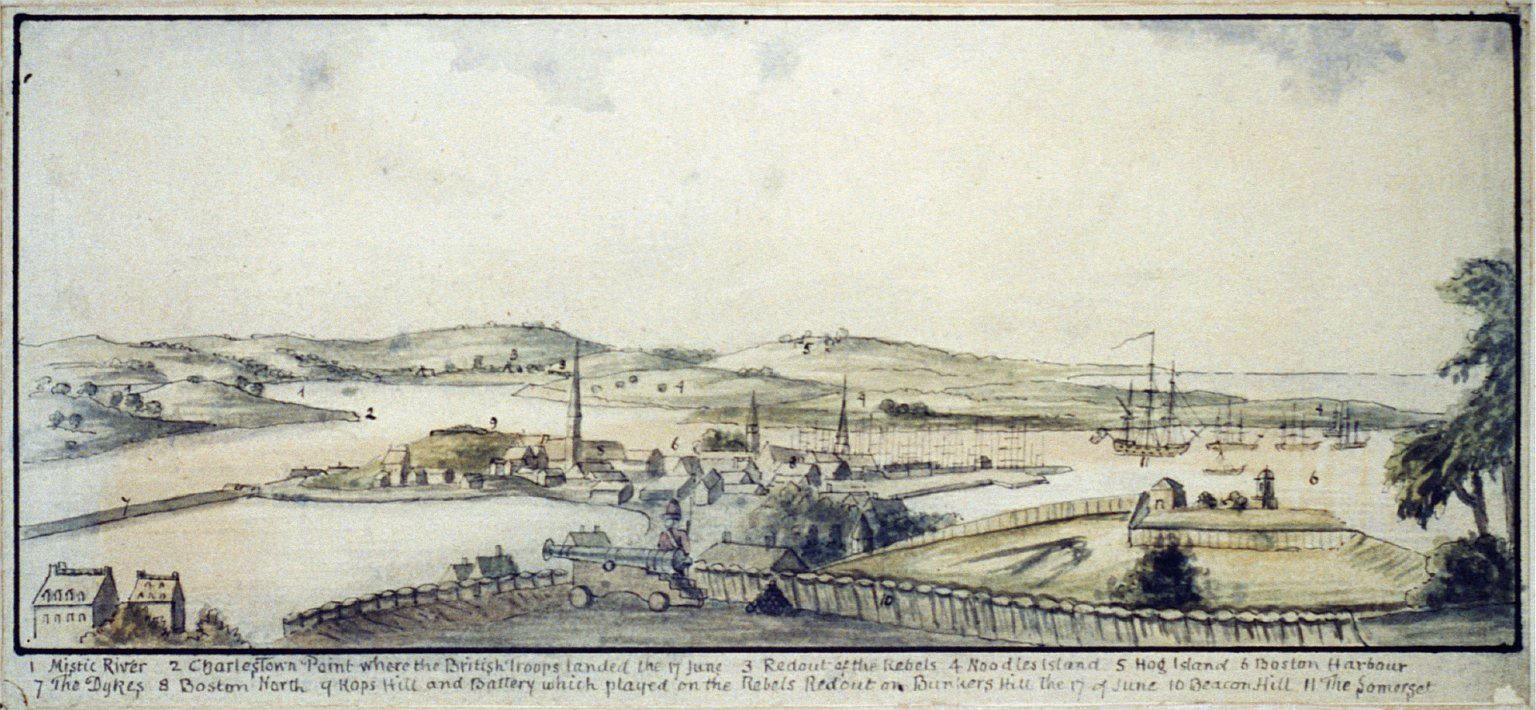
Blick vom Beaconhügel (Beacon Hill). Das mit Wasserfarben kolorierte Landschaftsbild zeigt den Blick von einer britischen Befestigung auf dem Beacon Hill mit einer Kanone und einem Soldaten im Vordergrund. Eine Legende identifiziert die wichtigsten Punkte: (1) Mystic River, (2) Charlestown Point, wo die britischen Truppen am 17. Juni landeten, (3) Stellungen der Rebellen, (4) Noodles Insel (Noodles Island), (5) Hoginsel (Hog Island), (6) der Bostoner Hafen, (7) Die Dykes, (8) der Bostoner Norden, (9) Kops Hügel (Kops Hill) und Geschützbatterie, die die Rebellenstellungen am 17. Juni angriffen, (10) Beaconhügel (Beacon Hill) und (11) Die HMS Somerset. Veröffentlicht zwischen 1775 und 1780.

In der Nacht des 16. Juni führte Colonel William Prescott 1.500 Mann auf die Halbinsel. Zuerst waren Putnam, Prescott und ihr technischer Offizier Captain Richard Gridley uneinig, wo sie ihre Verteidigung errichten sollten. Breed’s Hill sah besser zu verteidigen aus, und sie entschieden, ihre Hauptverschanzungen hier zu errichten. Prescott und seine Männer begannen, nach Gridleys Anleitung Befestigungen mit Gräben und Erdwällen in einer Länge von 50 Metern und einer Breite von 80 Metern zu graben. Sie fügten Gräben und Wälle in Richtung des Charles River zu ihrer Rechten hinzu und begannen einen Zaun zu ihrer Linken zu verstärken.
Kurz vor der ersten Morgendämmerung, etwa gegen vier Uhr, sah ein Wachposten an Bord der HMS Lively als erster die neue Befestigung. Die Lively eröffnete das Feuer und unterbrach zeitweise die Arbeit der Amerikaner. Admiral Graves wachte auf seinem Flaggschiff HMS Somerset auf, irritiert von dem Geschützfeuer, das er nicht befohlen hatte. Er befahl, das Feuer einzustellen, nur um diesen Befehl sofort wieder zurückzunehmen, sobald er das Deck betreten und die Arbeiten gesehen hatte. Er befahl allen 128 Kanonen im Hafen, das Feuer auf die amerikanische Position zu eröffnen. Die Breitseiten erwiesen sich als weitgehend ineffektiv, weil die Schiffe ihre Kanonen nicht weit genug anheben konnten, um die Hügelspitze zu erreichen.
Es brauchte sechs Stunden, um eine Infanteriestreitkraft zu organisieren, zusammenzuziehen und die Männer bei einer Parade zu inspizieren. General Howe sollte den Hauptangriff anführen, dabei die linke amerikanische Flanke umgehen und sie von hinten einnehmen. Brigadier General Robert Pigot an der britischen linken Flanke sollte den direkten Angriff auf die Verschanzungen führen. Major John Pitcairn führte die Flanken- oder Reservekräfte. Mehrere Fahrten mit Langbooten waren nötig, um Howes Streitkräfte an der nordöstlichen Ecke der Halbinsel zu sammeln. An einem warmen Tag in voller Gefechtsausrüstung mit einem Gewicht von über 30 kg waren die Briten schließlich gegen zwei Uhr nachmittags bereit.
Die Amerikaner, die mittlerweile die Aktivitäten beobachteten, hatten auch Verstärkung gerufen. Die einzigen Truppen, die in die vorderen Positionen einrücken konnten, waren zwei Regimenter aus New Hampshire mit 200 Mann unter John Stark. Starks Leute nahmen Stellung entlang des Zauns am linken, nördlichen Ende der Position der Amerikaner. Weil die Ebbe eine Bresche entlang des Mystic River geöffnet hatte, erweiterten sie schnell den Zaun mit einer kurzen Steinmauer nach Norden. Gridley oder Stark platzierte einen Pfosten 30 Meter vor dem Zaun und befahl, dass niemand feuern sollte, bevor die britischen Regulären ihn passiert hätten.

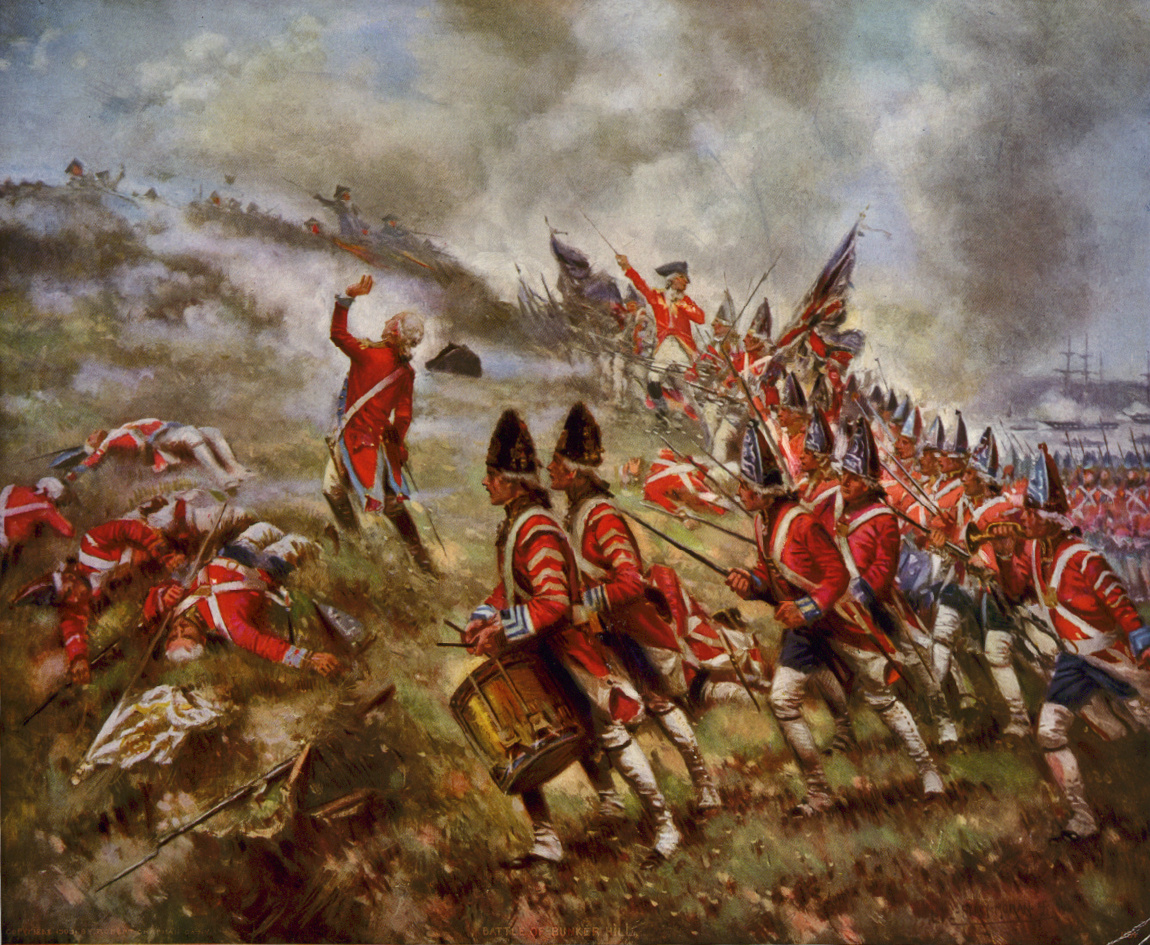
Die Schlacht von Bunker Hill. Historiengemälde von E. Percy Moran.

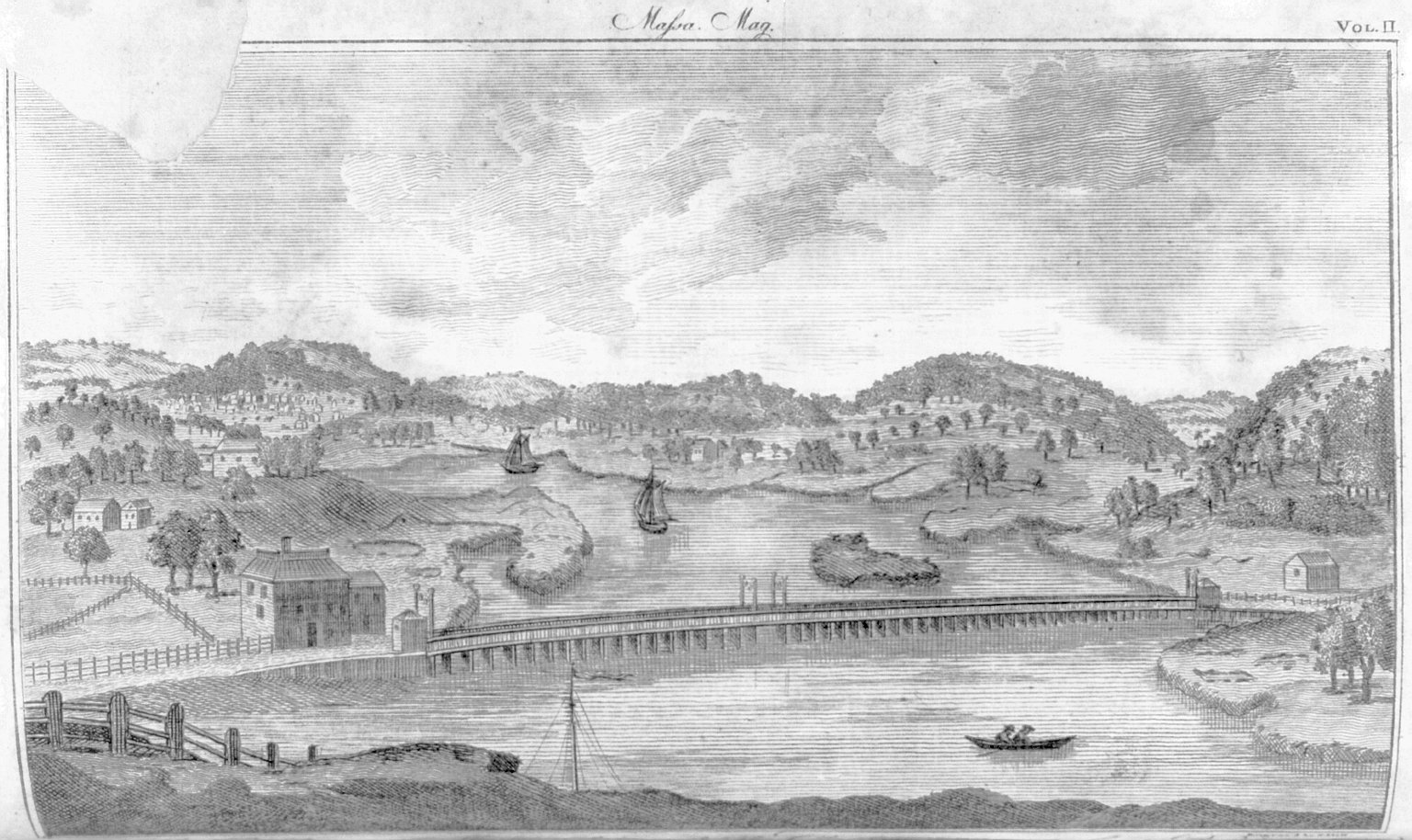
Vogelperspektive 1790 vom Bunker Hill auf die „Malden Bridge“ über den Mystic River, mit Medford im Hintergrund

Prescott hatte jedoch beständig Männer verloren, nur wenige durch das Bombardement, aber es gab stets zehn Freiwillige, die jeden verwundeten Mann nach hinten brachten. Andere nutzten die Verwirrung, um sich abzusetzen. Zwei Generäle stießen zu Prescotts Truppe, aber beide lehnten ein Kommando ab und kämpften als einfache Schützen. Einer von ihnen war Joseph Warren, der Präsident des Revolutionsrates und führende Kopf der Revolutionsregierung von Massachusetts. Der zweite war Seth Pomeroy. Zu Beginn der Schlacht standen 1.400 Verteidigern 2.600 Reguläre gegenüber.
Die ersten Angriffe am Zaun und den Verschanzungen trafen auf massives Feuer aus nächster Nähe und wurden unter schweren britischen Verlusten zurückgeschlagen. Die Reserve, die sich im Norden der Stadt gesammelt hatte, musste auch Verluste durch das Gewehrfeuer einer Kompanie in der Stadt hinnehmen. Howes Männer formierten sich auf dem Feld neu und begannen einen zweiten erfolglosen Angriff auf den Wall.
Die Amerikaner hatten bald jede Feuerdisziplin verloren. In herkömmlichen Schlachten des 18. Jahrhunderts wurde das Feuern, Nachladen und Bewegen von Einheiten auf spezielle Befehle hin vorgenommen, so wie es trainiert wurde. Nach ihrem ersten Kugelhagel kämpften alle Amerikaner als Einzelpersonen, und jeder Mann schoss so schnell, wie er seine Waffe nachladen und ein Ziel finden konnte. Die Briten zogen sich beinahe bis auf ihre Ausgangspositionen auf der Halbinsel zurück, um sich neu zu formieren. Die Marine schoss zusammen mit Artillerie auf dem Crops Hill einen Feuerhagel nach Charlestown. Alle ungefähr 400 Gebäude und die Docks wurden völlig niedergebrannt, aber die Heckenschützen konnten sich sicher zurückziehen.
Der dritte britische Angriff nahm aus mehreren Gründen die Verschanzungen ein. Dies lag daran, dass die Reserven mit einbezogen wurden, beide Flanken sich auf die Verschanzungen konzentrierten und den Amerikanern die Munition ausging. Die Schlacht wurde so zum Nahkampf, in dem die amerikanischen Rebellen im Nachteil waren, weil die meisten von ihnen keine Bajonette hatten.

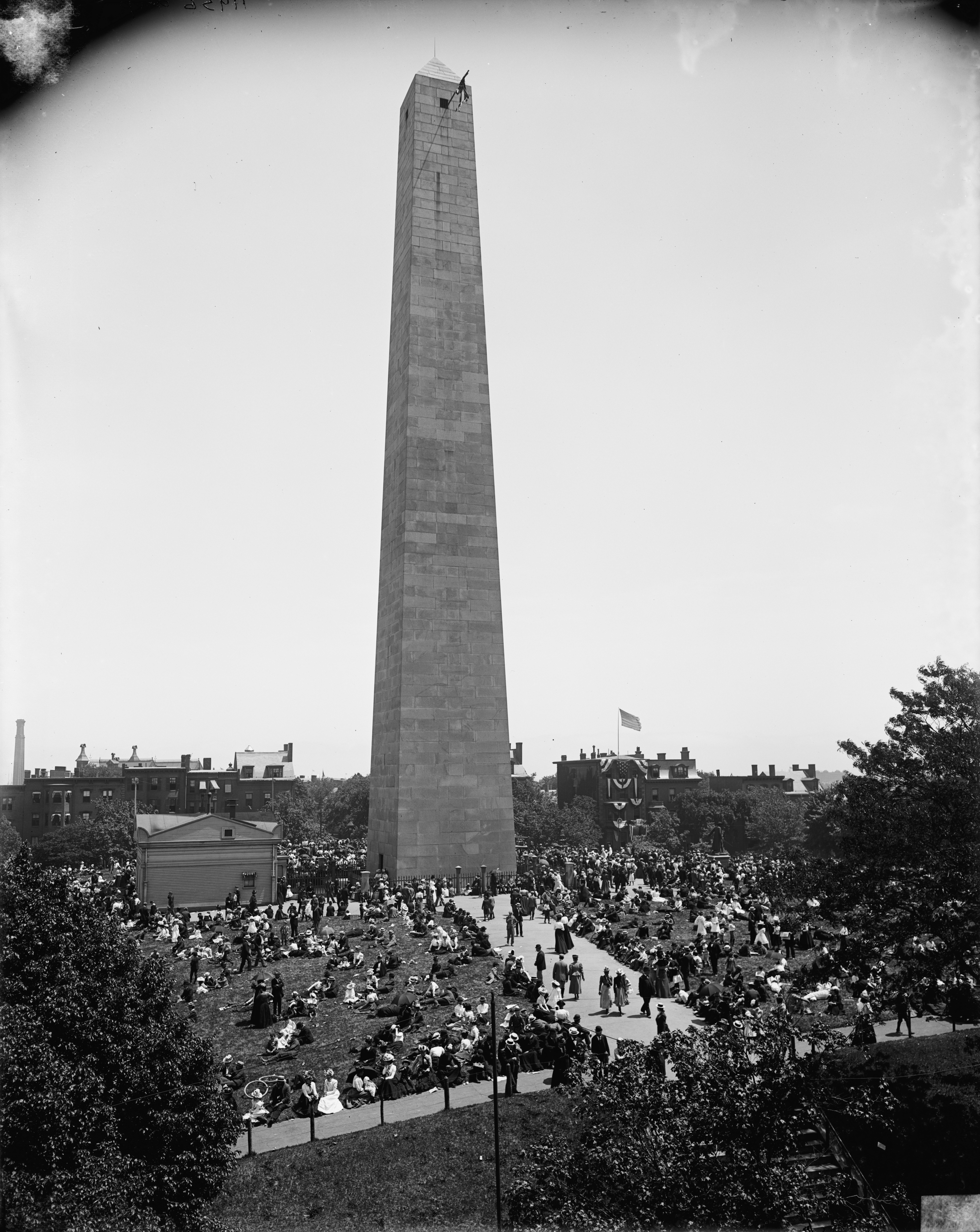
Bunker Hill Monument. Bunker Hill Day, Boston, Charlestown, Massachusetts zwischen 1890 und 1901.

## Nachspiel
Die Briten hatten den Sieg davongetragen, aber zu einem hohen Preis. 1.054 Mann waren als Verlust zu verzeichnen (226 tot und 828 verwundet), und ein unverhältnismäßig hoher Anteil davon waren Offiziere. Die amerikanischen Verluste lagen bei etwa 450 Soldaten: 140 Tote – einschließlich Joseph Warren – und 30 Gefangene. Die meisten restlichen amerikanischen Verluste entstanden durch Desertion.
Zu den britischen Toten und Verwundeten gehörten fast alle ihre Offiziere, einschließlich General Howes gesamten Stabs; er war der einzige, der nicht getroffen wurde. Major John Pitcairn war tot und Oberst James Abercrombie junior tödlich verwundet. Die amerikanischen Flüchtigen und der britische Vormarsch fegten über die gesamte Halbinsel, Bunker Hill genauso wie Breed’s Hill. Aber die Anzahl der Amerikaner, die von Putnam hastig in neuen Stellungen auf dem Festland formiert worden waren, der Einbruch der Nacht und die Erschöpfung seiner Truppen vernichteten für Howe jede Chance auf einen Sturm auf Cambridge und das Durchbrechen der Belagerung.
Als Reaktion auf die Schlacht von Bunker Hill erließ König Georg III. am 23. August 1775 die Proclamation of Rebellion, in der er den Aufstand in den Kolonien ausrief. Dieses Dokument, verbunden mit einer Thronrede vor dem Parlament vom 27. Oktober 1775, überzeugte die Delegierten des Kontinentalkongresses, dass vom britischen König keine Lösung des Konflikts zu erwarten sei.
Thomas Gage wurde bald nach der Schlacht abberufen und durch General Howe ersetzt. Howe selbst verlor seinen Wagemut, den er bei Louisbourg gezeigt hatte, und war für den Rest seiner Dienstzeit sehr zögerlich. Gages Bericht an das Kabinett wiederholte seine früheren Warnungen, dass „endlich eine große Armee eingesetzt werden muss, um diese Leute zu dezimieren“, und dass „das Anwerben von ausländischen Truppen“ erforderlich sein werde.
Ein berühmtes Sprichwort stammt aus dieser Schlacht: „Feure nicht, bevor du nicht das Weiße in ihren Augen siehst.“ Es ist unsicher, von wem dieser Spruch stammt. Verschiedene Autoren schreiben ihn entweder Stark, Prescott oder Gridley zu. Eine andere unsichere Überlieferung betrifft die Rolle der Afro-Amerikaner. Es waren ganz sicher einige in die Schlacht verwickelt, aber die genaue Zahl ist unbekannt. Einer von ihnen war Salem Poor, der für seine Tapferkeit ausgezeichnet wurde und Prescotts Leben rettete. Berichte, die ihn mit Pitcairns oder Abercrombies Tod in Verbindung bringen, sind jedoch unglaubhaft.
In Erinnerung an die Schlacht benannte die United States Navy zwei Schiffe: den Flugzeugträger Bunker Hill und den Lenkwaffenkreuzer Bunker Hill.